# هر کس سرنوشت خود را دارد
هر کس سرنوشت خود را دارد (به هندی: Naseeb Apna Apna) فیلمی محصول سال ۱۹۸۶ و به کارگردانی تاتیننی راما رائو است. در این فیلم بازیگرانی همچونریشی کاپور، فرح، رادیکا ساراتکومار، آمریش پوری و ساتین کاپو ایفای نقش کرده‌اند.